# 東オングル島
東オングル島（ひがしオングルとう、英: East Ongul Island）は、オングル島を構成する2つの島の1つ（もうひとつは西オングル島）。面積は約3 km2。リュツォ・ホルム湾の東側に位置し、北部には日本の南極地域観測隊が拠点とする昭和基地がある。東オングル島周辺には、西オングル島、テオイヤ、オングルカルベンなど大小の島が集まってオングル諸島を形成しており、幅約4 - 5 km、水深約600 mのオングル海峡を挟んだ東側に南極大陸がある。

## 地名
- 立待岬 北東端にある岬。1972年に南極地域観測隊によって名付けられた。
- 北の浦　北にあり、窪んだ地形をしている入江。
- 西の浦　西にあり、入江の南側は北に見えることから北見浜と名付けられた。
- 貝の浜　北見浜から約400mにある海岸。
- 蜂の巣山　島の最高地点で標高45m。西の浦の東約300mに位置する。
- 水汲み沢　蜂の巣峰の北約200mに位置し、雪解け水が流れる。
- 胎内岩
- 迷子沢

### 池
- みどり池　蜂の巣山の南東約600mにある池。
- かもめ池　みどり池の南東。
- たらちね池　かもめ池の南。
- みなみ池　たらちね池の南。
- えぼし池
- じゃがいも池
- 荒金ダム